# Chiesa di Hagia Triada (Beyoğlu)
La chiesa di Hagia Triada (in greco Ιερός Ναός Αγίας Τριάδος?, Ierós Naós Agías Triádos) è una chiesa di Istanbul, sita nel distretto di Beyoğlu.
Adiacente a Piazza Taksim, nel cuore della moderna Istanbul, la chiesa, consacrata nel 1880, è oggi il più grande luogo di culto ancora utilizzato dalla comunità greca della città.

## Storia
Il terreno su cui sorge oggi la chiesa era in precedenza occupato da un cimitero greco-ortodosso e da un ospedale. Queste strutture vennero demolite per costruire una chiesa, basata sui disegni dell'architetto greco-ottomano P. Kampanaki, che iniziò  i lavori di costruzione il 13 agosto 1876, terminandoli il 14 settembre 1880.
La chiesa fu danneggiata durante il Pogrom di Istanbul del 1955. In seguito restaurata, venne riaperta al culto solo il 23 marzo 2003, con un discorso inaugurale del patriarca Bartolomeo. Gli edifici circostanti alla chiesa mostrano ancora oggi i segni delle fiamme appiccate durante il pogrom, a ricordo delle violenze di quel giorno.

## Descrizione
La chiesa presenta uno stile misto tra il neobizantino e il neobarocco, con una particolare facciata d'influenza neogotica, con due campanili gemelli.
I dipinti e le decorazioni interne della chiesa sono opera del pittore Sakellarios Megaklis, mentre le opere in marmo sono state create dallo scultore Alexandros Krikelis. Il cortile della chiesa ospita anche una aghiasma (fonte sacra greco-ortodossa). Nelle vicinanze si trova inoltre il liceo greco dello Zappeion.

## Galleria d'immagini

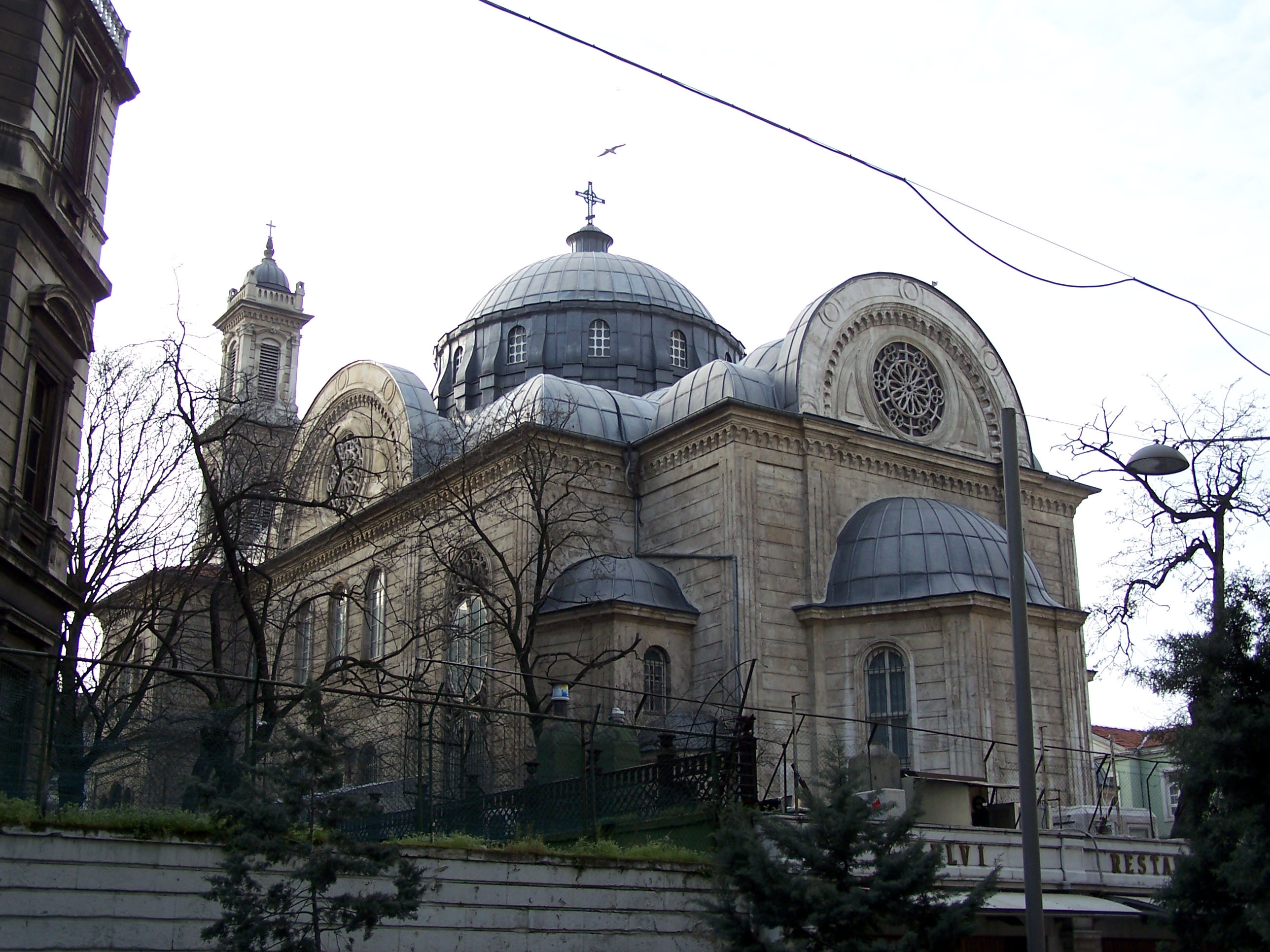
La chiesa vista da sud
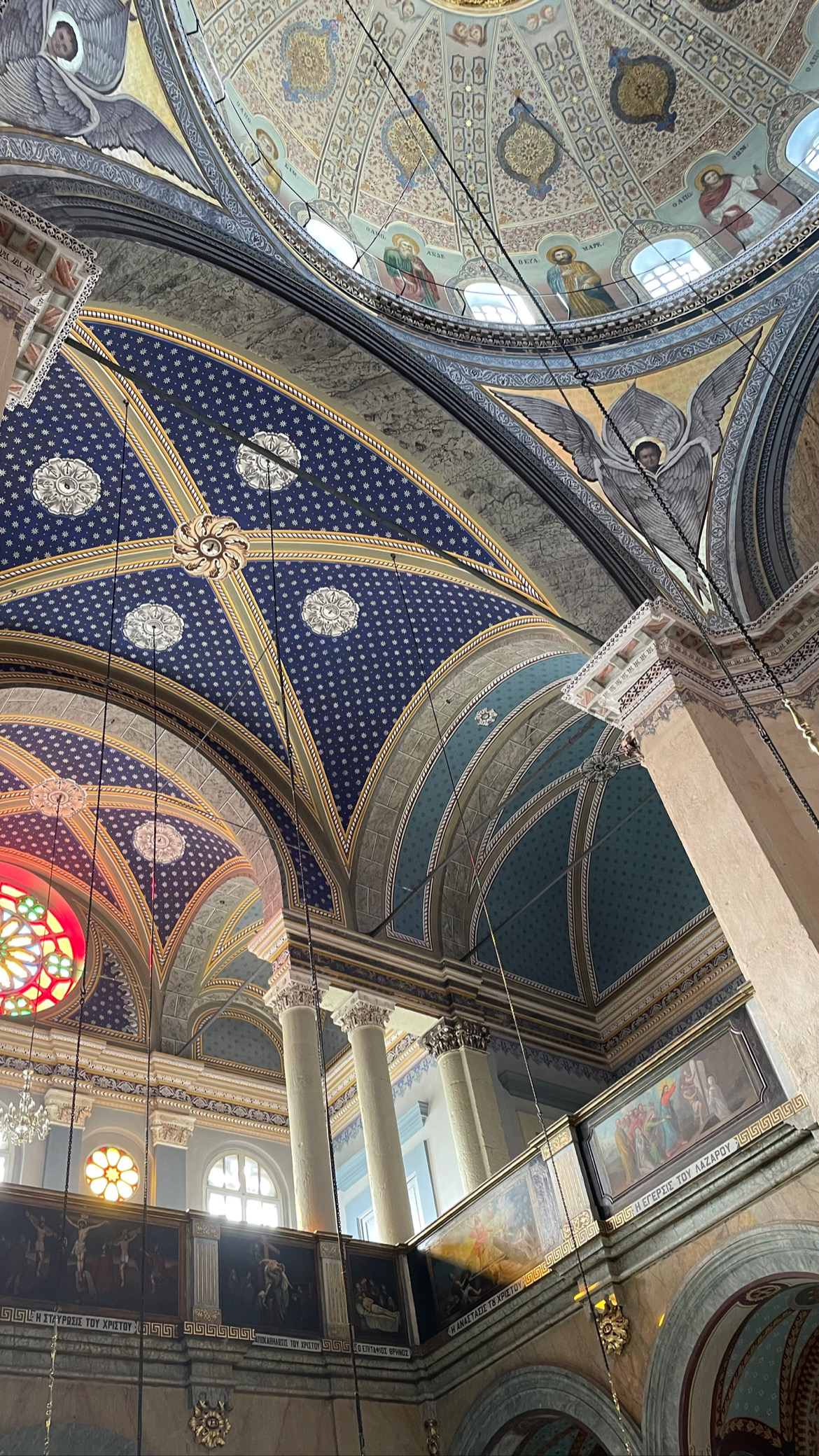
Cupola della Chiesa
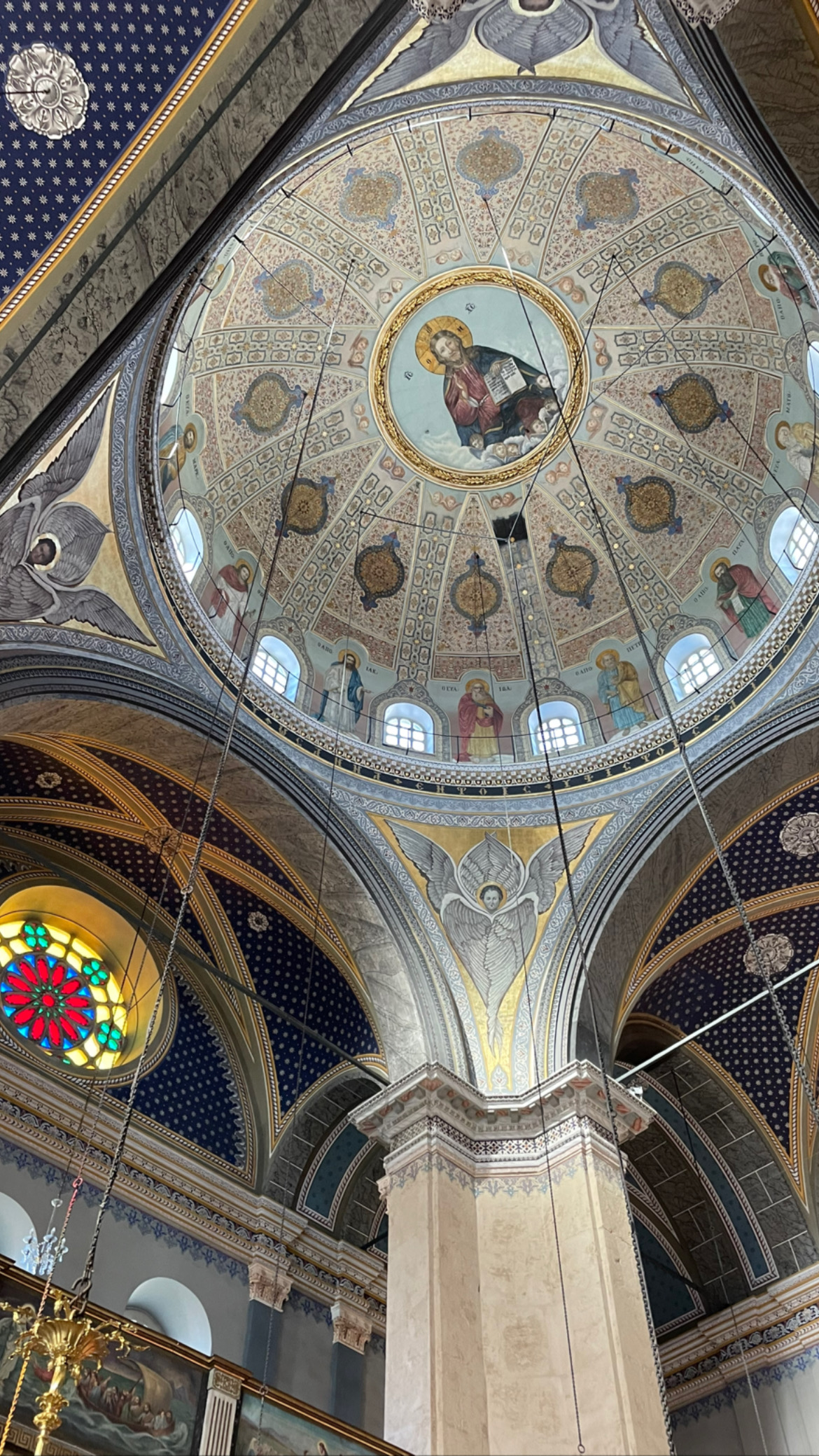
Cupola della Chiesa
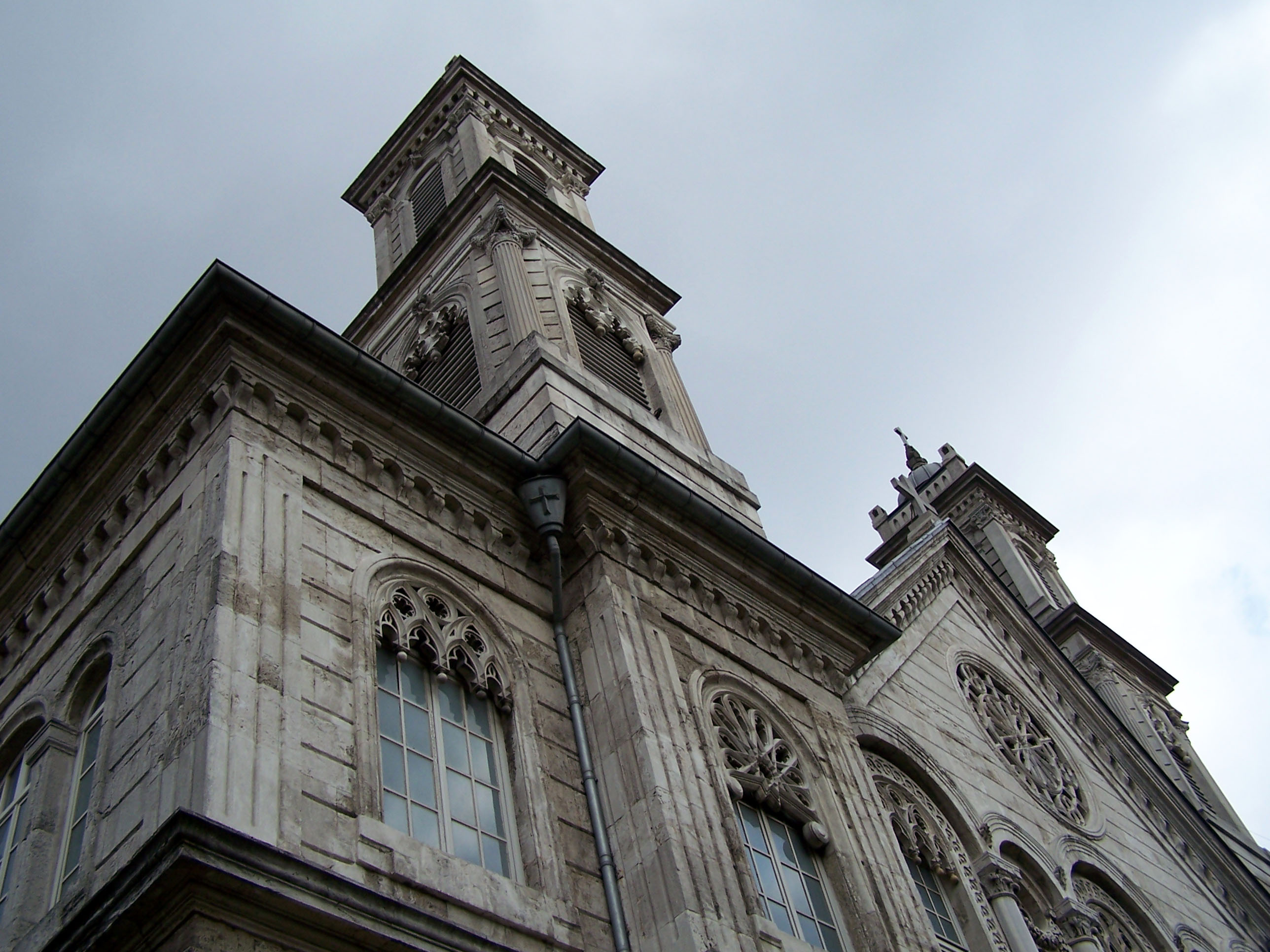
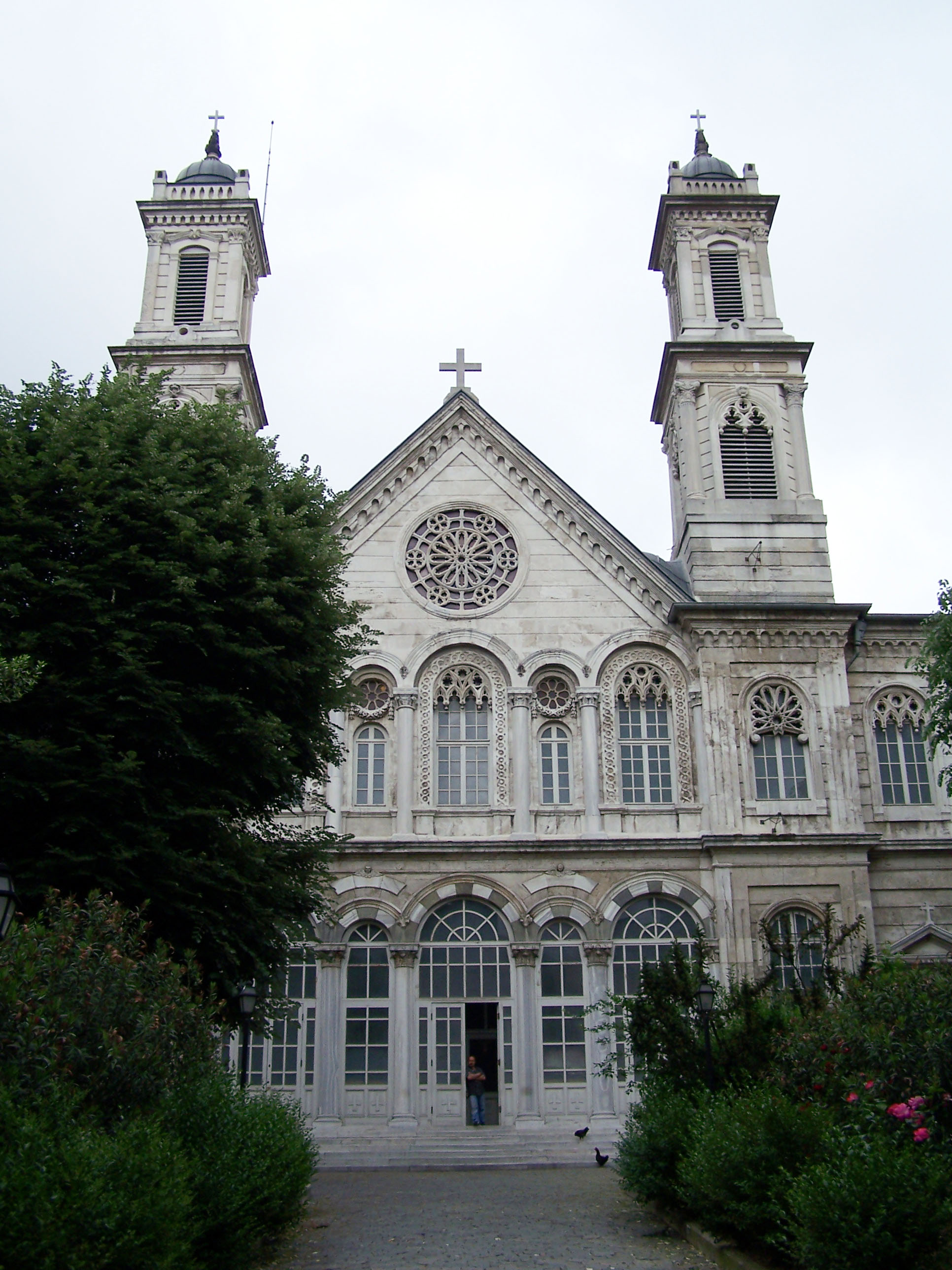
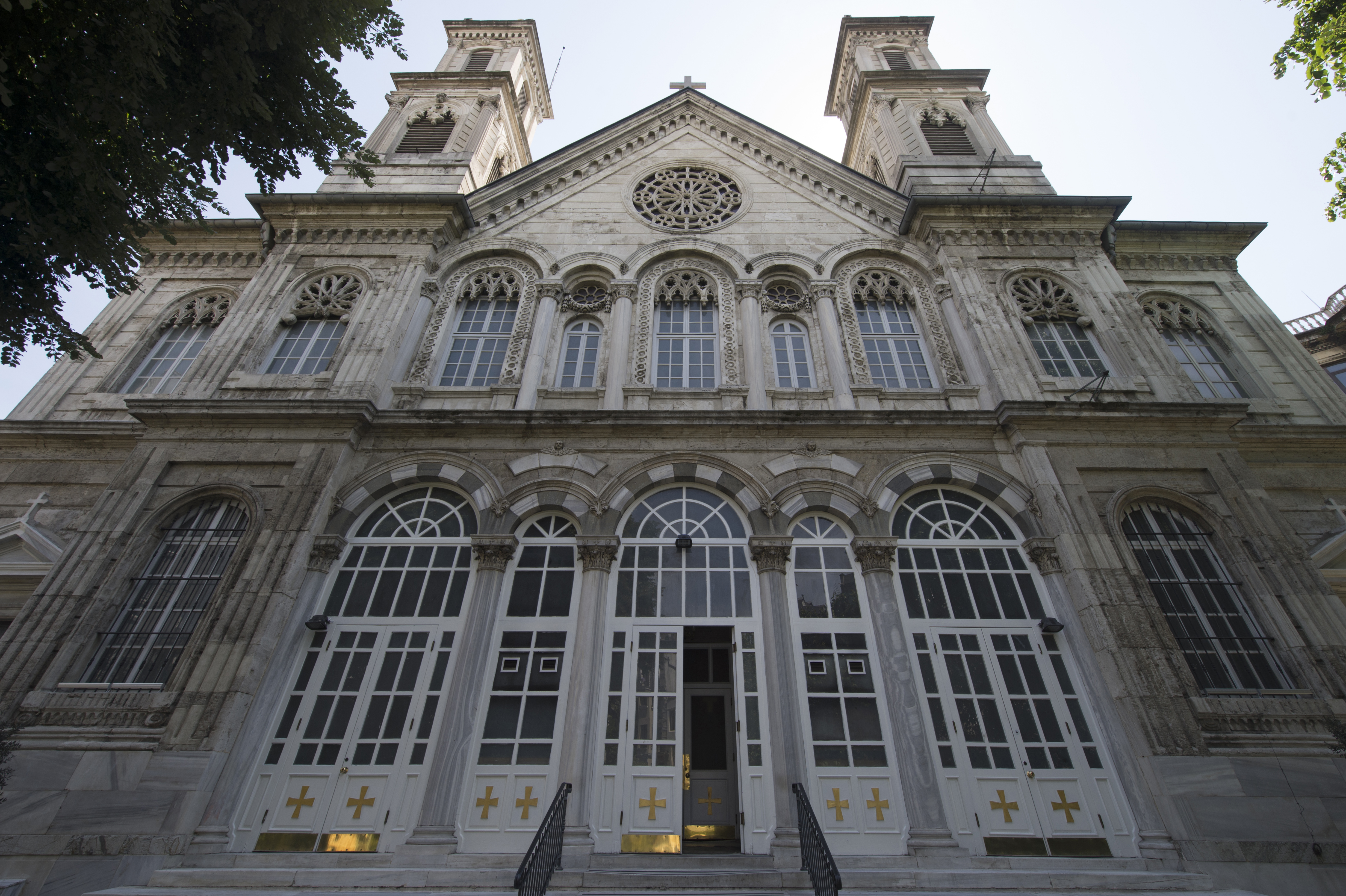
La facciata della chiesa
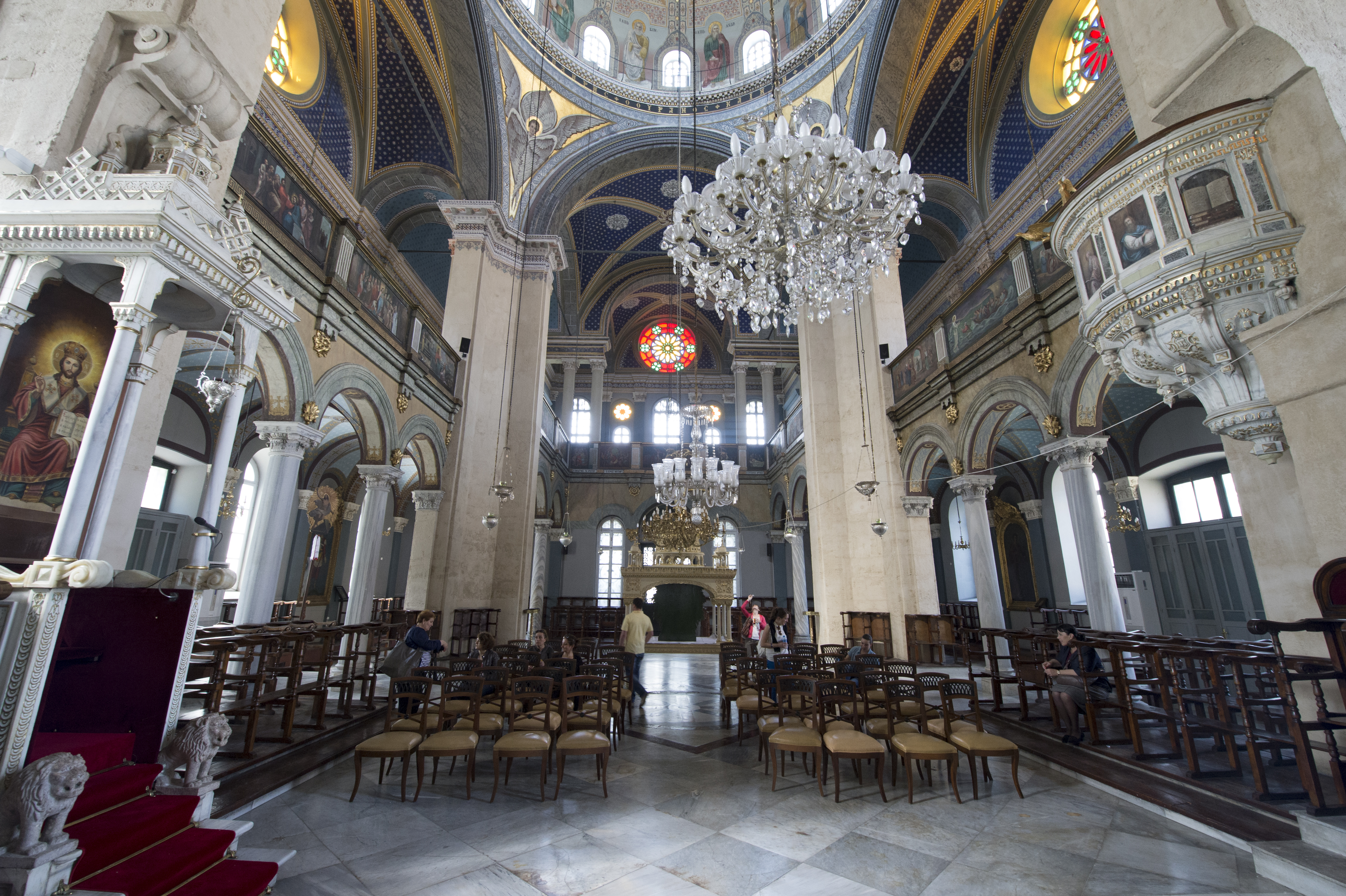
Interno della chiesa
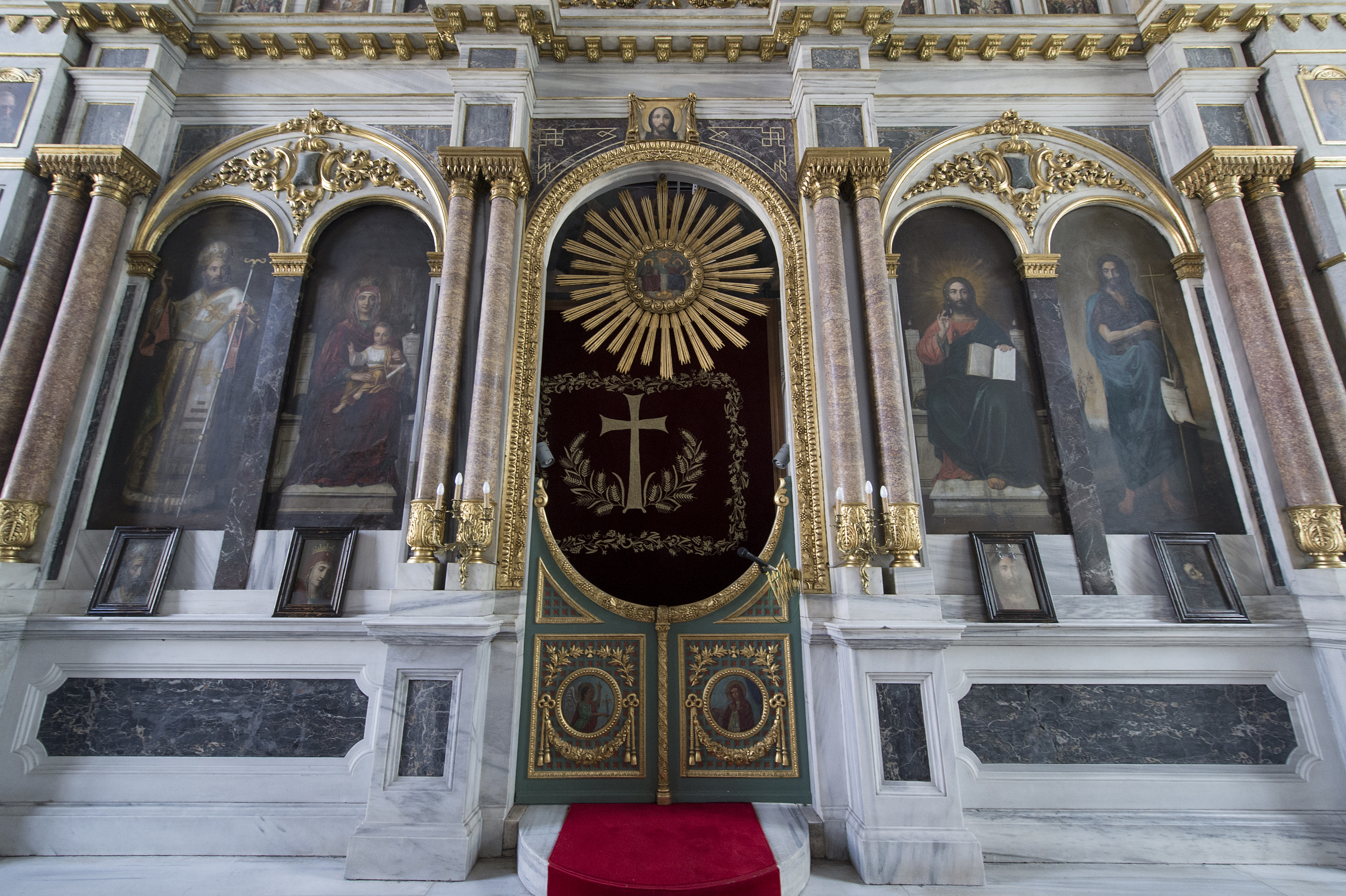
Iconostasi della chiesa
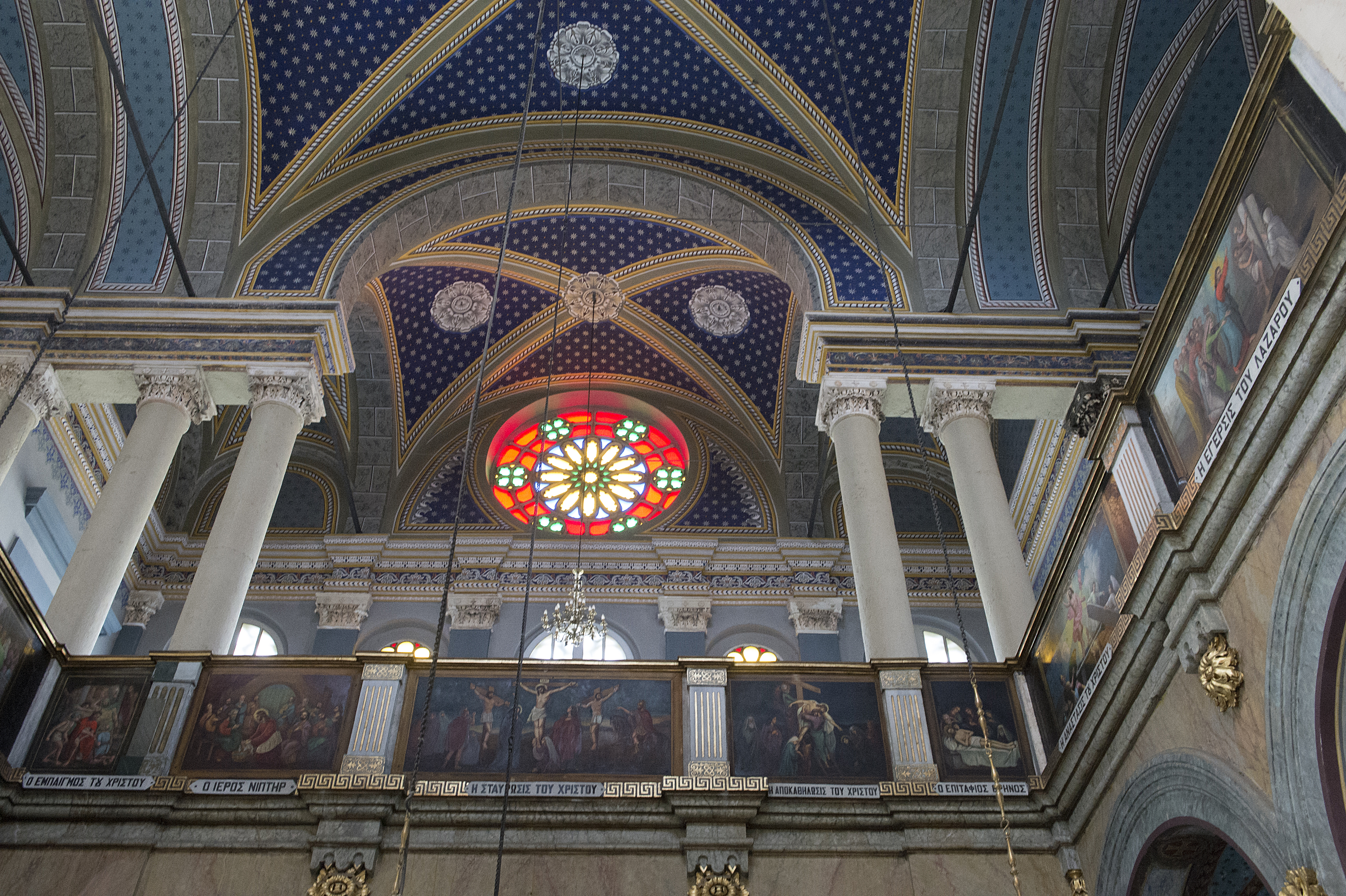
Matroneo della chiesa